# Bob Brezet
Johannes Cornelis (Bob) Brezet (Rotterdam, 16 december 1915 − aldaar, 6 januari 2018) was een bedrijfshuishoudkundige.

## Biografie

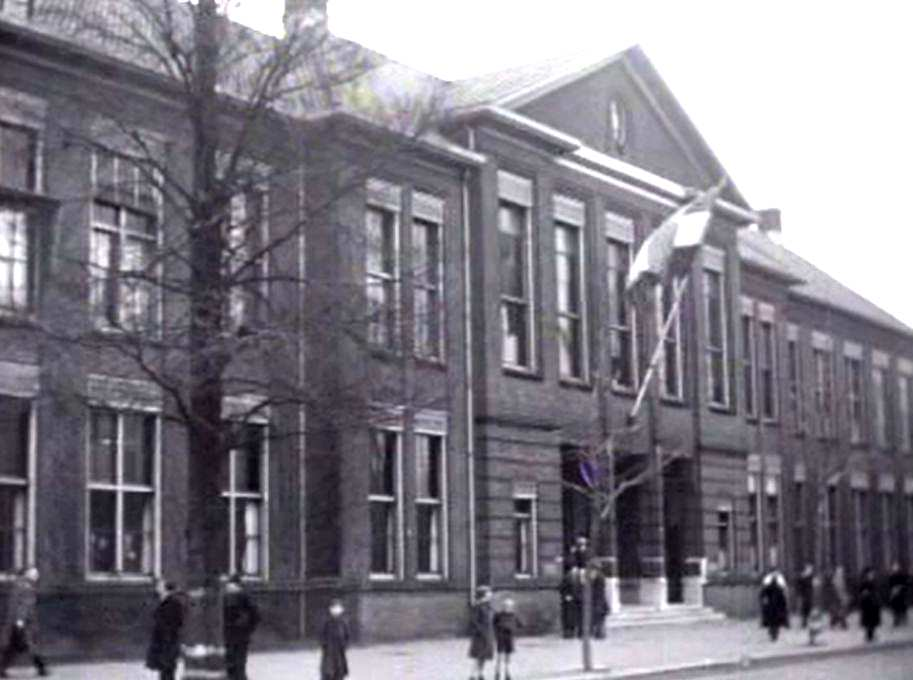
Nederlandsche Economische Hoogeschool in Coolhaven in 1946, waar Brezet studeerde en in 1951 z'n academische loopbaan begon.

Brezet studeerde economie aan de Nederlandsche Economische Hoogeschool in Rotterdam en werd daarna chef van de economische afdeling van de bankiersfirma R. Mees en Zoonen. 
In 1951 werd hij benoemd aan de Nederlandse Economische Hogeschool, de latere Erasmus Universiteit Rotterdam, en aanvaardde zijn ambt als lector bedrijfshuishoudkunde met een openbare les op 9 mei 1953. Daar werd hij voorzitter van de vakgroep Kosten- en winstbepalingsvraagstukken. 
Hij nam in 1984 afscheid van zijn universiteit waarbij hem een afscheidsbundel werd aangeboden. Daarna bleef hij niettemin publiceren. Vervolgens promoveerde hij in 1986 in Leiden op Micro-economische en bedrijfseconomische winstbepaling. Nog in 1991 hield hij de N.J. Polak-lezing.
Het archief van Brezet is opgenomen in de collectie van het Internationaal Instituut voor Sociale Geschiedenis. Aldaar is het beschikbaar voor inzage.
Dr. J.C. Brezet overleed begin 2018 op 102-jarige leeftijd. Hij was getrouwd met Fie Hekking (1922-1987) met wie hij drie kinderen kreeg, onder wie Marianne Brezet, partner van kunstenaar Anton Vrede. Hij was de oom van zijn gelijknamige neef prof. dr. ir. Han Brezet, emerirtus-hoogleraar aan de TU Delft, faculteit Industrieel Ontwerpen.

## Collectie historische jaarverslagen
Brezet was de vormer van een collectie historische jaarverslagen van Nederlandse en buitenlandse bedrijven, ook wel het 'Brezet-archief' genoemd, en dit vormde de basis voor menig publicatie van zijn hand. Deze collectie was eerst ondergebracht bij de Erasmus Universiteit. 
Rond 2005 is de collectie overgegaan naar het Nederlandsch Economisch-Historisch Archief, waarbij grote delen zijn vernietigd. Desalniettemin werd de verwerving van deze collectie in die tijd door hen bestempeld als "een van interessantste maar ook een van de meest omvangrijke aanwinsten van de afgelopen jaren."